# Alice Maria Arzuffi
Alice Maria Arzuffi   (Seregno, 19 de novembre de 1994) és una ciclista italiana professional des del 2013 i actualment a l'equip Laboral Kutxa - Fundación Euskadi. Competeix en ciclocròs i carretera.
La seva germana Allegra i la seva cosina Maria Giulia també s'han dedicat al ciclisme.

## Palmarès en ciclocròs
- 2012-2013
  -  Campiona d'Itàlia sub-23 en ciclocròs
- 2013-2014
  -  Campiona d'Itàlia sub-23 en ciclocròs
- 2014-2015
  -  Campiona d'Itàlia sub-23 en ciclocròs
- 2015-2016
  -  Campiona d'Itàlia sub-23 en ciclocròs
- 2020-2021
  -  Campiona d'Itàlia en ciclocròs

## Palmarès en ruta

### Resultats a les Grans Voltes

#### Giro d'Itàlia
- 2014: 39a posició
- 2015: 20a posició
- 2016: 17a posició
- 2017: 30a posició
- 2018: 26a posició
- 2019: 25a posició
- 2020: 52a posició
- 2021: 33a posició
- 2022: 30a posició
- 2024: 17a posició
- 2025: 62a posició

#### Tour de França
- 2022: 64a posició
- 2023: 41a posició
- 2024: 20a posició
- 2025: 63a posició